# Septoria proteae
Septoria proteae är en svampart som beskrevs av Ciccar. 1951. Septoria proteae ingår i släktet Septoria och familjen Mycosphaerellaceae.   Inga underarter finns listade i Catalogue of Life.